# 大阪府立和泉総合高等学校
大阪府立和泉総合高等学校（おおさかふりついずみそうごうこうとうがっこう）は、大阪府和泉市にある公立の高等学校。

## 概要
クリエイティブスクール（多部制単位制）の総合学科を設置している。従来の大阪府立和泉工業高等学校を改編して2005年に設置。
I部は午前中に、II部は午後に、III部は夜間にそれぞれ授業が開講されている。3年以上在籍して74単位以上の単位取得が卒業要件。I部・II部は他の部とあわせて1日6時限の授業を受講することで、またIII部は通信制高校との併修で、それぞれ3年での卒業も可能。
Ⅰ部155名。Ⅱ部75名。を定員をしている。各5名は転編入学のための空き要員となっている。
2018年度より、エンパワメントスクールに改編された。

## 沿革
- 1963年4月1日 - 大阪府立和泉工業高等学校として開校。全日制課程を設ける。
- 1967年4月8日 - 定時制課程を設置
- 2005年4月1日 - 大阪府立和泉総合高等学校に改編。従来の和泉工業高等学校の全日制課程および定時制課程を募集停止。
- 2012年 - I・II部が多部制定時制から全日制へと改組。
- 2018年4月1日 - エンパワメントスクールに改編される。

## 系列
- I部・II部 - ものづくり、環境科学、生活文化、情報科学、教養
- III部 - 自動車整備、ものづくり・ビジネス、パソコン・英会話・教養

## 出身者
- オキャディー（ピン芸人）
- 西井隆詞（お笑いコンビ「ダブルダッチ」）
- 谷口鮪・古賀隼斗・小泉貴裕（KANA-BOON）
- トンペー（やりたいことなんでもやる屋）

## 交通
- JR阪和線 信太山駅 北西へ約600m。
- 南海本線 北助松駅 南東へ約1.9km。